# Oaxaca
Oaxaca (spanskt uttal: [waˈxaka]
 ( lyssna)) är en delstat i sydvästra Mexiko, gränsande till Stilla havet i söder. Delstaten består av hela 570 kommuner (municipio), flest av samtliga delstater i landet. Delstatens administrativa huvudort och största stad är Oaxaca de Juárez. En annan stor stad är San Juan Bautista Tuxtepec. 
Oaxaca är hemtrakt för bland annat urfolken mixtekerna och zapotekerna, men totalt finns det 16 erkända urfolk i regionen. Tack vare områdets karga och avskärmande terräng har urfolkens kultur i större utsträckning överlevt här, jämfört med andra delar av Mexiko. I Oaxaca finns det rika arkeologiska och historiska platser, som t.ex. Monte Albán och Mitla.
Landskapet upptas av bergskedjan Sierre Madre del Sur, som är rik på mineral. Huvudnäringen är dock jordbruk där majs är den mest odlade grödan.

## Geografi
Oaxaca ligger i sydvästra Mexiko där den gränsar till delstaten Guerrero i väst, Puebla i nordväst, Veracruz i norr och Chiapas i öst. Den södra delen av Oaxaca utgörs av kusten mot Stilla havet. Delstaten täcker en yta på 93 757 km2, vilket motsvarar lite mindre än 5% av Mexikos totala yta.
Landskapet präglas av att flera olika bergskedjor möts i Oaxaca. Höjdskillnaderna är stora i regionen, från havsnivå till 3 759 m.ö.h. Medelhöjden ligger på 1 500 m.ö.h. Bergskedjorna Sierra Madre del Sur, Sierra Madre de Oaxaca och Sierra Atravesada möts i området och bildar det som på spanska kallas Complejo Oaxaqueño (Oaxaca-komplexet). Mellan bergskedjorna återfinner man smala dalgångar, kanjoner och raviner.

## Demografi

### Urfolk
Jämfört med andra delar av Mexiko räknas en relativt hög andel av Oaxacas invånare som tillhörande ett urfolk och delstaten ses som den etniskt mest komplexa staten i landet. Enligt en uppskattning talar ungefär en tredjedel av invånarna ett amerikanskt ursprungsspråk och där hälften av dem inte heller talar spanska. Den stora mångfalden av urfolkskulturer och den lingvistiska variationen kan till stor del tillskrivas det bergiga landskapet. Oaxacas berg och landskap har resulterat i en mängd isolerade bosättningar som var och en har utvecklats självständigt över tid. Officiellt erkänns 16 etnolingvistiska grupper av Instituto Nacional Indigenista (Nationella urfolksinstitutet), medan andra bedömare har räknat upp till 4 000 olika kulturer i delstaten.
Delstaten är del av två olika centralamerikanska kulturområden. Dels kan delstaten räknas till Maya-folkens område, som även täcker Chiapas, Yucatán och Guatemala. Oaxacas centrala och nordvästra delar har å sin sida en kulturhistoria kopplad till Mexikodalens kulturer, med inflytande från aztekiska och toltekiska städer som Teotihuacan, Tula de Allende och Tenochtitlan.

## Kända personer från Oaxaca
- Benito Juaréz
- Yalitza Aparicio
- Porfirio Díaz
- Lila Downs